# Аномальна пластова температура
Анома́льна пластова температу́ра (рос. аномальная пластовая температура; англ. ànomalous layer temperature, abnormal seam temperature; нім. ànomale Flöztemperatur) — різко відмінна температура в межах локальних структур порівняно з фоновою температурою, характерною для відповідних пластів великих структурно-тектонічних елементів. 
Розрізняють аномально високу і аномально низьку пластові температури. Їх походження найчастіше пов'язане з природними факторами, але відомо і ряд техногенних. До перших відносять літологічні, тектонічні, гідрогеологічні. Істотно впливають на встановлення аномальної пластової температури різка просторова зміна теплопровідності порід і особливо пластових флюїдів, виникнення теплових екранів і періодична вулканічна активність. До техногенних факторів відносять законтурне заводнення, закачування значних об'ємів промислових стоків, самозаймання горючих корисних копалин у пластових умовах і ін. Звичайно відхилення аномальних температур від фонових становить декілька десятків градусів; винятково контрастні аномальні пластові температури відомі, наприклад, у районі поширення газотермальних течій Янгантау (Башкирія), де при фоновій пластовій температурі 10-20°С аномальна пластова температура на глибині 25-65 м досягає 219—378°С.